# Kiowa (Colorado)
Kiowa település az Amerikai Egyesült Államok Colorado államában, Elbert megyében, melynek megyeszékhelye is. Lakosainak száma 725 fő (2020. április 1.).

## Népesség
A település népességének változása:

| 2010 | 723 |
| 2020 | 725 |